# Zeynep Tokuş
Zeynep Tokuş (* 1977 in Ankara) ist eine türkische Schauspielerin.

## Leben und Karriere
Zeynep Tokuş wurde 1977 in Ankara geboren. Sie studierte an der Bilkent Üniversitesi. Ihr Debüt gab sie 1999 in der Fernsehserie Deli Yürek. Von 2000 bis 2004 war sie mit Bülent Helvacı verheiratet. Danach spielte sie 2001 in dem Film Yazgı die Hauptrolle. 2005 heiratete sie Alp Nuhoğlu. Das Paar ließ sich 2009 scheiden.
Ihre nächste Hauptrolle bekam Tokuş in der Serie Esir Şehrin İnsanları. Anschließend wurde sie 2009 für den Film Umut gecastet. 2022 war sie in dem Film Aşkın Kıyameti zu sehen.

## Filmografie
Filme
- 2000: Vizontele
- 2001: Yazgı
- 2004: Vizontele Tuuba
- 2009: Umut
- 2022: Aşkın Kıyameti

Serien
- 1999: Deli Yürek
- 1999: Kerem
- 2002: Çocuklar Duymasın
- 2003: Esir Şehrin İnsanları
- 2003: Bedel
- 2003: Hırçın Menekşe
- 2004: Çocuklar Ne Olacak
- 2008: Beyaz Melek
- 2008: Kardelen
- 2009: Ayrılık